# Nam thiên tứ Thánh
Nam Thiên Tứ Thánh thực lục – Thuật cổ bản là một sự tích kể về sự hình thành 4 vị Thánh, sau trở thành Phật gồm:  Pháp Vân, Pháp Vũ, Pháp Điện và Pháp Lôi, trong hệ thống Phật giáo Việt Nam, được lưu truyền ở nhiều chùa ven sông Đáy, thuộc tỉnh Hà Nam và được các triều từ thời nhà Đinh, nhà Lý đến nhà Lê, nhà Nguyễn sùng kính thờ phụng, phàm cầu mưa, cầu nắng, cầu cho dân an, quốc thái, tất thảy đều linh ứng (1).

## Hệ thống các chùa thờ thần Tứ pháp ven sông Đáy Hà Nam
Hà Nam, đặc biệt là các địa phương ven sông Đáy, chủ yếu là vùng đất của các huyện: Kim Bảng (trước thời Trần gọi là Cổ Bảng), Thanh Liêm, đều là vùng thuần nông, ngày xưa hay bị ngập úng nên còn được gọi là vùng chiếm trũng. công việc cày, cấy, được hay mất mùa, đều gần như phụ thuộc vào thờii tiết. Vốn là một vùng đất nông nghiệp cổ với những cánh đồng trũng, nên bản thân các  thôn,xã đã hội tụ một tín ngưỡng dân gian, của văn minh lúa nước, là thờ các vị thần nông nghiệp để tồn tại với thời gian.
Thời xa xưa các thần Tứ Pháp được thờ ở vùng Dâu, thuộc thành Luy Lâu (huyện Thuận Thành, tỉnh Bắc Ninh ngày nay), bao gồm các chùa: Chùa Dâu thờ Pháp Vân, chùa Đậu thờ Pháp Vũ, chùa Tướng thờ Pháp Lôi và chùa Dàn thờ Pháp Điện. Do tính chất linh ứng của các vị thần mà lan dần ra nhiều vùng quê ở đồng bằng sông Hồng, trong đó tập trung  nhất là vùng đất ven sông Đáy từ xã Tân Sơn, huyện Kim Bảng đến xã Thanh Hải, huyện Thanh Liêm của tỉnh Hà Nam. Tương truyền rằng: Vào thời Tam Quốc, nhiều làng quê vùng Hà Nam hay bị lụt lội, ốm đau bệnh tật, mùa màng thất bát, nghe tiếng Tứ Pháp ở Bắc Ninh rất là linh ứng, nên đã đến đó xin rước chân nhang các Thánh để thờ. Từ khi rước các Thánh trong Tứ Pháp về thờ phụng. Từ khi rước Tứ Pháp về thờ thì được mưa thuận gió hòa, mùa màng tươi tốt. Các nơi thờ Tứ Pháp ở Hà Nam cụ thể như sau:
-  Thờ Pháp Vân có: chùa Bến hay còn gọi là bà Bến (Quế Lâm xưa giờ là thị trấn Quế), chùa Do Lễ (Liên Sơn, Kim Bảng), chùa Thôn Bốn (xưa Phù Vân, Kim Bảng, bây giờ thuộc Phủ Lý), Chùa Tiên (Thanh Lưu, Thanh Liêm).
- Thờ Pháp Vũ có: Chùa Bà Đanh (thôn Đanh Xá,Ngọc Sơn, Kim Bảng), Chùa Khánh Hưng hay còn gọi chùa Đặng (xưa thuộc thôn Đặng Xá, xã Đặng Xá, bây giờ là xã Văn Xá, Kim Bảng), Chùa Trinh Sơn (Thanh Hải, Thanh Liêm).
- Thờ Pháp Lôi có: Chùa Nứa (Bạch Thượng, Duy Tiên.
- Thờ Pháp Điện có: Chùa Bầu hay còn gọi là Bà Bầu (thôn Bầu và chợ Bầu thị xã Phủ Lý).
Một số chùa ven sông Đáy còn phối tự thờ Thần Tứ Pháp như các chùa: Quyển Sơn (Thi Sơn, Kim Bảng), Thanh Nộn, Phú Viên, Lạt Sơn (Thanh Sơn, Kim Bảng), Tranh Thôn (Văn Xá, Kim Bảng).

## Nội dung truyền thuyết Nam Thiên Tứ Thánh -Thuật cổ bản
Bấy giờ là thời nhà Tấn ( năm 266 – 420) tại thành Luy Lâu (Thành Luy Lâu, nơi đặt trị sở đô hộ của nhà Hán phương bắc đối với nước ta. Nay là vùng đất thuộc huyện Thuận Thành, tỉnh Bắc Ninh)   trị sở cũ của Sỹ Vương ở Giao Châu có các ( tượng ) Phật: Pháp Vân, Pháp Vũ, Pháp Lôi. Pháp Điện được Giao Châu coi là của báu là tượng lành của một phương.
Cứ theo báo cực truyện kể rằng: Xưa có vị Phạm tăng tên là Khâu Đà La là người nước Tây Thiên Trúc, vốn dòng tịnh hạnh Bà la môn. Các chốn thân ông ta huyện xã thường là những chỗ hang động, dưới cây, dưới đá; Ông ta chẳng y chỉ vào chùa chiền, mà đi chu du bốn biển, có sức mạnh lớn. Vào cuối đời Hán Linh Đế có vị tăng là Kỳ Vực, chống gậy tích trượng đi vân du. Họ đến thành Luy Lâu trụ sở ( cũ) của sở vương. Bấy giờ trong thành có vị Ưu bà tắc tên là Tu Đinh ( Đinh hay Định ) thấy họ bèn mời họ ở lại. Kỳ Vực không nghe vung cây tích trượng đi về phía đông, chỉ có Khâu Đà La là nghe theo. Tu Định thấy Khâu Đà La có lòng tôn kính ngưỡng mộ, liền mời đến trọ tại nhà mình.
Khâu Đà La thường ngồi tĩnh tọa cả ngàu không ăn, Tu Định thấy thế ngày càng tín ngưỡng. Tu Định chỉ có một mụn con gái, tuổi mới mười hai, thường hầu việc thắp đèn, hái rau, cung kính cẩn thận và có tiết hạnh, Sư cho là hạng kỳ nữ và gọi là Ả Nam. Sư ở được hơn một tháng thì cáo từ xin về. Tu Định khấu đầu xin làm đệ tử, xin được ( sư dạy ) một lời, một nửa câu để làm Thần không. Sư nói: ‘’  Sảy cám tối mắt thì bốn phương sẽ thay đổi vị trí, làm lú cái tâm. Làm lú cái tâm thì sẽ ngưng trệ ở địa vị phàm phu, trái với bậc thánh giả. Nay ngươi trong pháp của ta vốn có duyên xưa. Song tuy con gái người Ả Nam là phận thân nữ lại có duyên phận với đạo. Nế thấy đàn ông thì sẽ thành đại pháp khí. Hôm nay độ cho đúng như nguyện vọng của ngươi’’. Do vậy sư ở lại, sớm tối trì kính, thường kiễng chân suốt bảy ngày liền, rồi gọi Ả Nam đến trước mặt và giơ tay ra xoađỉnh đầu nói: ‘’ Ngươi sẽ thành pháp quyền của ta’’. Nhân đó sư lại bảo rằng: ‘’Sau đây 3 năm, trời ắt đại hạn. Chẳng những lúa má bị khô héo, mà người và gia súc cũng không có chỗ mà uống. Ta giúp sức cho gia đình ngươi một phen. ( nói xing) vào vườn lấy gạy cắm xuống đất sau đó nhổ lên thì nước rừ dưới đất trào lên, Sư bảo Tu Định đào giếng ở ngay chố ấy để đề phòng hạn hán.
Nói xong sư cáo từ ra đi thẳng vào núi xanh. Tu Định dắt con là Ả Nam theo dấu tới núi mới biết chỗ sư ở. Sư ngồi dưới cây, lấy động ở dưới làm nhà. Trong thời gian nàyTu Định cứ mùa nào thức ấy đem rau quả đến cúng dâng quanh năm chẳng mỏi, có lúc sai Ả Nam đi một mình, sớm đi chiều về. Ả Nam đã đến tuổi cài trâm ( 16 tuổi – nd ) mà vẫn chưa gả chồng, ( thế mà ) bỗng dưng có mang. Tu Định lấy làm xấu hổ, liền đến chất vấn sư: ‘’Con gái không chồng mà chửa là lỗi tại ai? ‘’. Sư biết ý Tu Định liền mỉm cười nói: ‘’Nhẫn ! Nhẫn! Nhẫn!”. Hết thảy oan gia từ đây tận! Ta với ngươi diệt ở đây! Chẳng biết lỗi gì ắt đến’’. Sau đó Tu Dịnh quay về nuôi nấng Ả Nam. Ả Nam mang thai 14 tháng, đến đúng giờ Ngọ ngày 8 tháng 4 thì sinh được một gái. Ả Nam ẵm con vào núi tìm sư, gọi đứa con đó là Ả Nam Đà La. Sư bảo với chúng rằng: ‘’ Hỡi các cây to, cây nào có thể vì ta mà bễ ẵm đứa con này thì hãy mở lòng dung nạp nó. Ngay sau ắt sẽ vì người, vì trời, vì lòng thành mà thỉnh mệnh và được tôn trọng muôn năm’’. Có một cây to hưởng ứng lời sư tự tách ra, sư đem đứa con ấy nhét vào giữa cây, cây lại liền như cũ.
Sư bèn thuyết bài kệ rằng:
Hình như khách trọ,
Tâm không cánh cũng không,
Tịch nhiên một vị Ngộ,
Ứng vận, vạn duyên đồng!.
Kệ xong thì biến mất. Nhưng đã nghe thấy tiếng tụng niệm ở ngọn nú phía Tây. Rừng rậm um tùm, Ả Nam ước đoán chẳng thể tới được liền bái vọng mà quay về.
Do đó đúng vào lúc đại hạn ba năm liền không mưa, khe đầm khô cạn, nhiều người chết khát, riêng nhà Ả Nam, nước giếng chẳng cạn, nhiều người trong thành được nhờ ơn. Sĩ Vương   ( Sĩ Nhiếp - Thái thú Giao Chỉ (187 - 226) nghe tin, sai người đến hỏi, Ả Nam bẩm hết ngọn ngành. Sĩ Vương bèn sai người vào trong núi tìm sư. Sứ giả trở đi trở về ba lần chẳng tìm được chỗ sư ở, Sĩ Vương bèn triệu Ả Nam đến để hỏi ý của sư đã lệnh như thế nào, rồi nhờ Ả Nam đi thỉnh giúp. Ả Nam tới núi gặp sư ở dưới cây lớn bạch lại với sư mệnh lệnh của Sỹ Vương. Sư bèn đứng dậy kiễng chân, chỉ trong nháy mắt đã bỗng nhiên đổ mưa rào. Người trong nước nghe tin không ai không khâm phục ngưỡng mộ.
Thế là Sỹ Vương mang hương, tiền đến hiến dâng, Người kéo đến chặt cả cửa núi, như sư mảy may không hề đoái hoài chỉ một mực kinh hành ( cách đi dạo của người tu Phật ) suốt ngày đêm ở dưới cây, thường lấy Thiền – duyệt làm thức ăn, lấy pháp hỉ làm niềm vui. Sau này nổi trận gió to mù mịt, nhổ cả cây đó lên, nước lũ cuốn cây trôi vào sông Long Biên, tới bão bến thành Luy Lâu thì kẹt lại. Trong cây văng vẳng có tiếng âm nhạc, cây tỏa hào quang chói lọi, tỏa mùi hương ngào ngạt.
Người bản châu nghe tin bèn bẩm với Sĩ Vương, Sĩ Vương ngầm dò la,  trong tâm cảm thấy rất kì lạ, bèn sai lực sĩ kéo cây tới bờ sông, thấy cây này cành cội rắn chắc nom rất tích, liền có ý muốn dùng làm gỗ nhưng trong bụng vẫn chưa quyết, Bỗng có một bậc đại nhân đến bảo rằng: ‘’ Hôm nay cùng Ngài nên mở mặt mở mày, nhìn lại quá khứ trong tám ngà năm!’’. Sĩ Vương tỉnh ngộ rồi bảo lại với khắp các bề tôi. Có người dâng lời rằng: ‘’Cây này rất thiêng, có lẽ muốn làm thần tượng chăng ?, Vì nếu dùng vào việc thường thì không được, thế mà xin làm tượng thì được liền’’.
Thế là Sĩ Vương  bèn triệu người thợ làm tượng gỗ tên là Đào Tự Lượng tới, cưa cây gỗ ra làm 4 đoạn để tạc thành 4 pho tượng Phật, ở trong đoạn thứ nhất có bắt được một hòn đá. Thợ mang ra sông rửa, tay chân vụng về làm rơi xuống sông. Nay chỗ đá rơi còn gọi là vực Phật ở. Bốn pho tượng chia cho các phường thợ làm xong thì dựng chùa Thiền Định để thờ. Triều Lý đổi chùa Thiện Định thành 4 chùa: Diên Ứng, Thành Đạo, Phi Tướng, Trí Quả để đặt 4 pho tượng đó.
Ngày mới khánh thành, lúc chưa nhập tự, bấy giờ đang hạn hán nặng, dân bèn cầu đảo, lập tức ngấm ngầm cảm ứng, bỗng nhiên mưa to, bèn gọi tên là Pháp Vân, Pháp Vũ, Phá Lôi, Pháp Điện rồi đưa vào chùa. Ba tượng cùng một lúc kiệu khênh nhẹ tênh, riên tượng Pháp Vân nặng chẳng nhích nổi. Sĩ Vương gọi thợ đến hỏi, thpwj bẩm lại đầu đuôi câu chuyện bắt được hòn đá, Sĩ Vương sai dân chài lặn xuống vực sâu để tìm, thợ lặn thấy có ánh sáng xuyên thấu sợ hãi chẳng dám đến gần, trở về bẩm lại. Sĩ Vương bèn cho bủa lưới vét khắp lấy được đá lên để trước tượng Phật, thế là tượng Phật bỗng dưng nhẹ tênh. Lâu ngày thành ra chuyện lạ được người ta ca ngợi, mới biết cây này chính là cây đã ấp ủ nuôi dương con của Đà La, đó chính là con gái của Ả Nam Nương vậy. Sĩ Vương vì nhớ công đức của sư nên sai sứ giả mang hương nhang tín thí hậu hĩ vào núi tìm sư, nhưng bặt tăm chẳng biết tông tích đâu. Chỉ thấy giữa cây liền đề một bài kệ rằng:
“Tam kha tuế mạo lão dư linh
Thả lữ băng giang tứ hải thanh
Yến sử mộ mên quy sứ sở
Bạch vân thâm sứ trủng đình đình”
Tạm dịch là:
“ Năm thừa tuổi tác đáng thở than,
Mừng thấy nước nhà được bình an,
Muốn khiến cuối đời về nơi chốn
Ùn ùn mây trắng chỗ thâm san!”.
Có người nói sư đã hóa thân, có người thì nói sư đi giáo hóa ở nước khác, chẳng ai biết kết cục sư ra sao. Nay trước chùa có một ngôi mộ, người đời bảo đó là mộ Ả Nam, cũng gọi là mộ Phật mẫu, hằng năm sứ đến ngày 17 tháng giêng là ngày húy của Ả Nam, thường bằng cỗ chay, tịnh vật.
Tới thời Tam Quốc, Đào Hoàng (271 - 300 ) làm Thái Thú, Giao Châu cũng lấy nơi này làm trị sở, Hoàng khâm phục sự linh ứng của Phật, bén sai đắp đàn để trông nom gin giữ, cấm không để ai xâm phạm. Hoàng còn trùng tu 4 chùa, sai người đèn nhang thờ phụng quanh năm. Hoàng ở trị sở hơn 30 năm, ân uy ái mộ, kính tín khâm phục. Hoàng sở dĩ là người hiền, cũng là do đức của mẹ, bèn khắc văn bia vì thiên quốc mà ghi rằng: “ Phật Pháp Vân cổ chùa là thiêng nhất trong nước, phàm gặp các năm hạn hán, dịch lệ, bị nạn châu chấu, vâng mệnh nước đến cầu đảo, trừ tai đều lập tức có hiệu nghiệm ngay. Đến như công khanh, thứ dân không con đến cầu tự cũng đầu thấy cảm ứng ngay. Cho đến các việc liên quan ( đến ) mở chợ, chăn nuôi, ngả tằm… hễ cầu khấn là ắt được như nguyện. Cho nên danh tiếng linh ứng đồn khắp.
Vua Minh Đế nhà Đông Tấn nghe tin đã sai thứ sử Giao Châu là Đào Khản (từ năm 318 – 324 ) tới rước đem về Kiến Khang. Khản sai lực sĩ tới lấy, nhưng chẳng chuyển nổi, bén sai một ngàn lực sĩ tới chuyển đi, cũng lại chẳng nhấc nổi, lền tăng tới ba ngàn người để cố chuyển tượng đi, đi chưa tới cõi, mới tới Long Pha thì bọn chúng đều đã kiệt sức, ngã lăn gãy chân tay rất nhiều. Khản thắp hương bái tạ thỉnh trả về chốn cũ, thế là tượng Phật ngược lại thành nhẹ tênh. Do đó mà tiếng thiêng càng lừng lẫy.
Vào khoảng niên hiệu Thái Khang thời Đông Tấn, bấy giờ có vị tăng tên là Tỳ Ni Đa Lưu Chi thiền sư từ nước Tây Thiên Trúc đã đi vân du khắp các nước, nghe tiếng phương này có Phật xuất thế rất anh linh, liền tìm đến chùa này khai tràng thuyết pháp, giáo pháp thịnh hành.
Khoảng thời Tùy Cao Đế , Cao Đế sai sứ mang hòm sá lị của Phật Thích Ca sang, sai Lưu Phương ở Giao Châu chọn các địa phương ở Giao Châu để cùng dân cúng,những mong cho công đức của Phật được lưu truyền, Bấy giờ Giao Châu được Pháp Huyền Đại Sư cho là Phập pháp thắng địa, bèn xây tháp ở trong đó, để lại hòm xá lị để trấn. Đến nay vẫn còn. Số còn lại thì Hoan, Ái ( Châu Hoan, Châu Ái )  mỗi nơi một hòm.
Xương Khởi đời Đường (từ năm 618- 907 ) làm kinh lược Nam Bang, khâm phục uy linh của Phật, nên mới ghi lại công đức của Phật cùng núi non, sông nước bản quốc để dâng lên nhà Đường.
Năm Lý Nhân Tông lên ngôi, (từ năm 1072 – 1123 ) mùa thu mưa lâu hàng tháng, nhà vua sai rước Phật tới chùa Báo Thiên,( chùa tọa lạc tại khu vực phố Nhà Thờ Hà Nội nay không còn nữa ) nhà vua đích thân tới lễ bái cầu tạnh, thế là bỗng nhiên trời quang, mây tạnh. Vua mừng lắm liên ban sắc lệnh thỉnh với chùa Báo Thiên để rước Phật vào điện Hội tiên trong đại nội. Nhà vua đích thân dân sáu cung tới chiêm ngưỡng, lễ bái cung kính dâng, mọi ngươi đua nhau mang châu ngọc tới cúng tiến.
Năm Thái Ninh thứ ba, ( thời vua Lý Nhân Tông 1072 -1076 ) mùa thu hạn hán, vua bèn ra sắc lệnh sai Trung Thư tướng công Đỗ Kiệt, dẫn quần thần mặc triều phục làm Tả vệ, Tăng Thống Lý An Tịnh, dẫn các sư mặc cà sa làm hữu vệ, uy nghi pháp phục. Lại sai Hành khiển ty Trịnh Tả Tự dẫn đoàn âm nhạc kèn trống Thái Trường, uy nghi bội phần, dẫn pháp giá tới chùa Điển Linh Đông, làm rước Phật vào điện Thủy tinh trong đại nội. Vua đích thân mặc pháp phục, thắp hương lễ Phật. Thế là mưa to dạt dào.
Năm đầu niên hiệu Hi Thắng, mùa thu quân Tống cả hai đường thủy bộ cùng kéo tới xâm lược ( lần thứ 2 năm 1075 - 1077) để trả mối thù về trận Châu Khâm, Châu Lung. Tướng Tống là Cao Quỳ dẫn tám vạn quân đóng đồn ở sông Như Nguyệt, đại chiến với quân ta nhưng chẳng thắng. Bọn Tống đều cho rằng đó là do Phật linh thắng, vì vậy chúng bèn lấy trộm tượng Phật cưỡng dời về phía chúng. Từ cánh đồng Vũ Bình, chúng bị quân ta đuổi đánh, bọn giặc bị đánh bại, bản thân Cao Quỳ cũng phải lủi trốn, bỏ ( tượngj ) Phật lại trong bụi rậm. Người trong nước cứ ngỡ là ( tượng ) Phật bị mất về tay giặc. Mùa đông năm ấy cháy đồng, cỏ cây đều bị thiêu rụi, riêng chỗ Phật ( cây ) vẫn xanh tốt um tùm chẳng bị tổ hại. Người làng tới xem thấy Phật trong bụi cỏ, nghiễm nhiên không bị xây sứt, họ liền vội vàng tâu ngay lên vua. Vua ra lệnh rước về chùa, sơn thiếp sửa sang lại. Tiếng thiêng của phật ngày càng hiển hách. Từ đó trở đi, gặp nạn lụt lội, hạn hán đều đến cầu đảo, phần nhiều đều được cảm ứng. Sự tích được ghi chép tường tận trong sử sách.
Tháng sáu, mùa hạ năm Bính Thìn, tức năm thứ 17 đời vua Lý Anh Tông ( năm 1138 -1175), trăm quan sửa lễ rước Phật tới chùa Báo Thiên, thỉnh Thái Hậu đến lễ bái cầu mưa. Xa giá về tới ngoài gác Vĩnh Bình thì trận mưa rào ập tới. Tả hữu xin tránh. Thái Hậu nói: “ Trời lâu chẳng mưa, hại cả lúa má, may nay được mưa, tránh mưa chẳng được ”. Bèn sai bỏ lọng đi trần về tới cung. Liến mưa rất to, chuyến đi này chẳng mang Thạch Phật theo. Tới khi rước Phật về thấy mất Thạch Phật chẳng biết ở chỗ nào, tìm khắp phương đều chẳng thấy. Bắt tội bõ chùa chẳng biết trông coi giữ gìn cẩn thận. Bấy giờ có cái giêngs bỏ hoang, bỏ lâu chẳng sửa. Bõ chùa nhân hạn được mưa, tới sửa giúp thì tìm thấy Thạch Phật trong ngôi chùa cổ mạng về. Lúc đầu có cho là bõ chùa lấy trộm, nên sau đó lại mất, chẳng biết ở chỗ nào. Bỗng vườn chùa có cây táo lớn bị chết. Bõ chủa bảo rằng cây đổ tìm thấy Thạch Phật trong cây, bèn làm tráp ngọc gấm vàng để Thạch Phật vào trong đó, khi nào tế lại rước theo chẳng rời.
Thêm nữa Lý Tế Xuyên nói rằng: “Thời cổ” người Tống thường hội họp trai gái thiết lập đạo tràng mở hội bảy ngày liền vào dịp đầu năm và vào ngày mồng tám tháng tư hàng năm để khánh hạ ngày Phật Đản. Tới ngày đó, các xã nhân dân bốn phương chia nhau rước Phật bản phường. Họ kéo tới kinh thành, quan trên cùng người phương xa hàng hơn ngàn người cùng nhau mở hội vui chơi.
Tháng sáu, mùa hạ năm thứ 9, sai quan tới chùa Diên Ứng ( tức chùa Dâu – Thuận Thành Bắc Ninh ) dựng tràng phan, liền cảm ứng mưa to. Có bài tụng rằng:
Trong kinh thấy nói Phật nhân duyên
Thấy nói trong tâm mãi mãi tin
Từ độ sư Khâu này xuất thế
Ả Nam sinh dưỡng cổ lai truyền!.
Triều Lê hưng sùng Phật pháp, hàng năm sáu kỳ sai quan về tế chùa Diên Ứng để cầu cho vận nước dài lâu.
Năm Bính Tý, được Thái Tông, Thái Phi ban thêm cho long cổn, cẩn bào.( vua Lê Thái Tông 1433 – 1442 )
Năm Canh Thân, Thánh Vương ( tức vua Lê Thánh Tông 1442 -1497 ) đại giá thân chinh, đặc sai Nghĩa Tuyên Hầu Lê Kim Hội tới chùa Diên Ứng xin đổi trống pháp để làm hiệu lệnh, sau đại phá được giặc Ngân Già, bèn ban thêm cho mũ hoa, áo gấm, quạt lông để việc thờ cúng thêm long trọng.
Ngày 25 tháng 6 năm canh ngọ, bằng giờ trời đang đại hạn hán, Vua bén sai quan cầu kê là Trần Thọ về chùa Diên Ứng cầu mưa, liền được mưa to như trút.

Nguyên chùa Khánh Hưng xã Đặng Xá, huyện Kim Bảng, phủ Lý Nhân, đạo Sơn Nam, vào thời Tam Quốc, nhân dân bị ốm đau bệnh tật, (đã đến ) đạo Kinh Bắc cầu đảo Tứ Thánh thì dân được yên ổn mạnh khoẻ, Bấy giờ xã Đặng Xá bèn đến đạo Kinh Bắc xin rước Đại Thánh Pháp Vũ Tôn Phật về chùa Khánh Hưng ( chùa Đặng thôn Đặng Xá ) để đèn nhang thờ cúng rất là linh ứng. Phàm cầu tạnh, xin mưa thảy đều ứng nghiệm ngay.
Tới khi Đinh Tiên Hoàng dựng nước, cũng đích thân đến bản tự để cầu đảo, cầu Phật phù hộ cho thiên hạ thanh bình, được vậy thì sẽ gia phong sắc chỉ. Tới khi thiên hạ đã yên ( vua Đinh ) liền gia phong cho ngài là Thượng Đẳng Phúc Thần.
Tới khi Lý Thái Tổ tức Lý Công Uẩn dựng nước ( năm 1009) cũng đến cầu đảo chùa này. Sau khi Lý Thái Tổ được nước, liền gia phong cho ngài thêm 2 chữ: Đại Thánh. Lại ban cho mỗi năm 100 quan tiền xanh giao cho bản xã, bản thôn để dùng vào việc tu tạo chùa và sai quan đến tế.
Tới khi Lê Thái Tổ tức Lê Lợi khởi nghĩa ( năm 1428 ), cũng cầu đảo ở chùa này. Khi bình định xong thiên hạ liền gia phong sắc chỉ, còn ban cho hàng năm100 quan tiền, cứ đến mồng tám tháng tư hàng năm lại sai quan đến cầu đảo, cầu Phật phù hộ cho vận nước dài lâu mãi mãi, Phật cùng vận nước lâu dài vô bờ. Thịnh vậy thay!
Sự tích Đại Thánh đều ghi đầy đủ trong Thực Lục để bản xã phụng thờ.
Nam mô Đại Thánh Pháp Vũ Tôn Phật Thượng Đẳng Thần./